# Paige Bailey-Gayle
Paige Bailey-Gayle, né le 12 novembre 2001 à Londres en Angleterre, est une footballeuse internationale jamaïcaine, qui joue au poste d'attaquante au SC Sand.

## Biographie

### Jeunesse et formation
Paige Bailey-Gayle fréquente l'école Stoke Newington dans le borough londonien de Hackney, avec qui elle joue au football. Elle rejoint ensuite le club d'Arsenal, avec qui elle remporte le tournoi de Premier League des moins de 13 ans en 2015, inscrivant un doublé lors de la finale contre Everton.
Durant sa jeunesse, Bailey-Gayle pratique aussi le cricket, et atteint la troisième place lors des Jeux de la jeunesse de Londres avec l'équipe de Hackney.

### En club
Elle dispute son premier match avec Arsenal le 2 décembre 2018.
En 2019, elle rejoint Leicester City en deuxième division. Elle marque son premier but le 29 septembre 2019 contre Crystal Palace. Après avoir signé un contrat professionnel en décembre 2019, elle inscrit un doublé en Coupe d'Angleterre contre Reading le 20 février 2020. En mars 2021, elle se rompt le ligament collatéral tibial, ce qui met un terme à sa saison.
En 2022, elle s'engage en faveur de Crystal Palace en deuxième division.

### En sélection
Paige Bailey-Gayle participe à l'Euro des moins de 17 ans 2018 avec l'Angleterre. Elle dispute en 2019 un torunoi à quatre équipes avec l'équipe d'Angleterre des moins de 18 ans.
Bailey-Gayle est convoquée pour la première fois en équipe de Jamaïque au mois d'octobre 2021. Elle dispute son premier match le 2 octobre 2021 contre le Costa Rica en amical.
Elle participe à la qualification de la Jamaïque à la Coupe du monde 2023, pour la deuxième fois de l'histoire.

## Palmarès
- Arsenal
  - Championne d'Angleterre en 2019

- Leicester City
  - Championne d'Angleterre de D2 en 2021